# الخريف في قلبي
الخريف في قلبي (بالكورية: 가을동화) هو مسلسل تلفزيوني درامي رومانسي كوري جنوبي من 16 حلقة، من بطولة سونغ هي كيو وسونغ سيونغ هون ووون بين وإخراج يوون سيوك هو. بثت أول حلقة على قناة (كي بي إس) KBS الكورية في 18 سبتمبر 2000 بإصدار كل إثنين وثلاثاء إلى غاية أخر حلقة في 7 نوفمبر 2000.
حققت الدراما الكورية نجاحاً جماهيريا كبيراً للغاية في كوريا الجنوبية، حيث بلغ متوسط تصنيفات المشاهدين للحلقة ٪38.6 ليصل إلى ذروة المشاهدة بنسبة بلغت ٪46.1. يعتبر المسلسل الانطلاقة الأولى لنوعية دراما الحب الأبدي، حيث يعتبر مرجعا رائداً في الميلودراما الكورية المعاصرة، له الفضل في إطلاق حمى «موجة الهاليو الكورية». وقد وضعت جولات للسياح لزيارة مواقع التصوير في كوريا الجنوبية.

## القصة
تبدأ القصة بالطفل يون جون سو، الذي يتسبب عن غير قصد في تغيير مكان أخته وطفل آخر عندما أسقط بطاقات الأسماء على سريري الطفلين في غرفة الأطفال بالمستشفى. تأتي ممرضة وتعيد بطاقات الأسماء بشكل غير صحيح. ثم تنتقل القصة إلى سنوات المراهقة للشخصيتين الرئيسيتين: يون أون سو (مون غيون يونغ) ويون جون سو (تشوي وو هيوك). أون سو هي الفتاة الأكثر شعبية في الصف، مما يثير غيرة منافستها، تشوي شين آي (لي آي جونغ). شين آي ذكية، لكنها لا تحظى بالاهتمام الذي تصبو إليه من المعلمة وزملائها.
عندما صدمت شاحنة أون سو واحتاجت إلى نقل دم، تكتشف أنها ليست الابنة الحقيقية لعائلة يون، بل هي ابنة عائلة تشوي. كما تكتشف تشوي شين آي أنها ليست الابنة الحقيقية لعائلة تشوي، بل ابنة عائلة يون. لاحقاً، عادت الابنتان إلى والديهما الأصليين. انتقلت شين آي للعيش مع عائلة يون، وانتقلت أون سو للعيش مع السيدة تشوي التي تدير مطعماً صغيراً وتعيش في فقر مدقع. تنقلب حياتهما. شين آي هي الفتاة الأكثر شعبية في الصف، وأون سو هي المنبوذة. بعد فترة وجيزة من هذا التبديل، تنتقل عائلة يون إلى الولايات المتحدة وتنقطع صلة أون سو بهم.
بعد عشر سنوات، يعود جون سو (سونغ سيونغ هون) إلى كوريا الجنوبية كفنان ناجح. يعود إلى مسقط رأسه. يلتقي بصديقه القديم، هان تاي سوك (وون بين)، الذي يقيم في الفندق الذي تعمل فيه أون سو (سونغ هي كيو) موظفة استقبال. يقع تاي سوك في حب أون سو ويتلاعب بها حتى تُطرد من وظيفتها. في أحد الأيام، ترى أون سو، جون سو وتتبعه إلى الشاطئ حيث يقضي وقته مع خطيبته يومي (هان نانا) وتاي سوك. فيلتقي الشقيقان أخيراً بعد عشر سنوات.
أون سو وجون سو تربطهما علاقة أخوة بنظر الناس، لكنهما يلتقيان سراً ويقعان في الحب. تكتشف شين آي (هان تشاي يونغ) علاقتهما وتكشف أمرهما بعد أن تعثر على رسالة حب كتبتها أون سو إلى جون سو. يقرر الاثنان الزواج، لكنهما سرعان ما يُجبران على الانفصال مجدداً بسبب معارضة والديهما لهذا الزواج. تؤذي يومي نفسها وتبتز جون سو بالانتحار لتتمسك به.
عندما يندلع شجار بين جون سو وتاي سوك بسبب حبهما لـ أون سو، تكتشف أنها مصابة بسرطان الدم (نفس المرض المميت الذي أودى بحياة والدها الحقيقي). لا تخبر أحداً سوى تاي سوك، الذي يعرض عليها دفع تكاليف علاجها. عندما تتدهور صحتها، لاحقاً يعلم الآخرون بمرضها. سرعان ما تقع أون سو في غيبوبة. يكتشف جون سو مرض أون سو ويصاب بالصدمة والخوف، بينما يجبر تاي سوك، جون سو على محاولة إيقاظ أون سو. في النهاية، تستيقظ أون سو، لكنها ضعيفة جداً ولا تتحمل العلاج. عندما يتضح عدم وجدود أمل بالشفاء، يأخذها جون سو إلى منزلها حتى تقضي أيامها الأخيرة معه. تترك يومي جون سو أخيراً. فيتقدم جون سو لخطبة أون سو ويتزوجان. تموت أون سو بينما يحملها جون سوه حول الشاطئ حيث أمضيا عيد ميلادها عندما كانا مراهقين. قبل أن تموت أون سو، تطلب منه أن يواصل حياته. لكن جون سو، المذهول والمُصاب بحزن شديد لوفاة حبيبته، تصدمه شاحنة في نفس المكان الذي وقعت فيه حادثة أون سو خلال مراهقتها.

## الممثلون
- سونغ سيونغ هون في دور يون جون سو
- تشوي وو هيوك في دور جون سوه (الشاب)
- سونغ هي كيو في دور أون/تشوي أون سو
- مون غيون يونغ في دور أون سو (الصغيرة)
- وون بين في دور هان تاي سوك

## الجوائز
| قائمة الجوائز         | قائمة الجوائز        | قائمة الجوائز  | قائمة الجوائز |
| الجائزة               | الفئة                | المستلم        | النتيجة       |
| --------------------- | -------------------- | -------------- | ------------- |
| جوائز بايكسانغ للفنون | أفضل ممثل جديد       | وون بين        | فوز           |
| جوائز بايكسانغ للفنون | جائزة الشعبية، ممثلة | سونغ هي كيو    | فوز           |
| جوائز دراما كي بي إس  | جائزة التميز، ممثل   | وون بين        | فوز           |
| جوائز دراما كي بي إس  | أفضل ممثلة مساعدة    | كيم هاي سوك    | فوز           |
| جوائز دراما كي بي إس  | أفضل ممثلة شابة      | مون غيون يونغ  | فوز           |
| جوائز دراما كي بي إس  | جائزة الشعبية، ممثل  | سونغ سونغ هيون | فوز           |
| جوائز دراما كي بي إس  | جائزة الشعبية، ممثلة | سونغ هي كيو    | فوز           |
| جوائز دراما كي بي إس  | أفضل صورة، ممثل      | سونغ سونغ هيون | فوز           |
| جوائز دراما كي بي إس  | أفضل صورة، ممثلة     | سونغ هيه كيو   | فوز           |
| جوائز دراما كي بي إس  | اختيار الجمهور       | خريف في قلبي   | فوز           |

## إعادة الإنتاج دولياً
| البلد     | العنوان الأصلي       | تاريخ البث |
| --------- | -------------------- | ---------- |
| إندونيسيا | Demi Cinta           | 2005       |
| الفلبين   | Endless Love         | 2010       |
| تايلاند   | Autumn in My Heart   | 2013       |
| تركيا     | Paramparça           | 2014       |
| الصين     | Autumn Fairy Tale    | 2019       |
| ماليزيا   | Luruhnya Bunga Cinta | 2023       |
| السعودية  | خريف القلب           | 2024       |

## روابط خارجية
- الخريف في قلبي على موقع IMDb (الإنجليزية)
- الخريف في قلبي على موقع نتفليكس (الإنجليزية)
- الخريف في قلبي على موقع ليتربوكسد (الإنجليزية)
- الخريف في قلبي على موقع كينوبويسك (الروسية)
- الخريف في قلبي على موقع ألو سيني (الفرنسية)
- الخريف في قلبي على موقع قاعدة بيانات الفيلم (الإنجليزية)